# Kromme Zandweg
Le Kromme Zandweg est un ancien stade de football situé dans le quartier de Charlois de Rotterdam aux Pays-Bas.

## Histoire

### Projet
Depuis 1909, Feyenoord joue sur les terrains municipaux située sur l'Afrikaanderplein, mais en raison d'un plan de transformation des terrains qui s'y situent en jardins ouvriers, et pour continuer l'expansion du club, un stade doit être érigé.
La direction de Feyenoord rentre en contact avec Isaak Barzilaij, un homme d'affaires local, qui est chargé de trouver un terrain pour bâtir le stade et de superviser sa construction. Il crée pour ce faire le N.V. Sportterrein Feyenoord, une société par actions dont il sera directeur de 1917 à 1927. Ce projet vaut à Barzilaij d'être traité de « fou » par ses proches et par le père de Jaap Barendregt, Inge, qui travaillera ensuite en tant que gardien du stade.

### Le stade
Le Kromme Zandweg est construit en 1917 à quelques encablures de l'angle de deux rues : Kromme Zandweg et Dordtsestraatweg. Il est alors constitué d'une tribune en bois de 260 places assises, peinte de blanc et de rouge, d'une tribune en béton principalement destinée aux jeunes pouvant contenir 750 personnes, située derrière un but, et d'un club-house en bois à l'angle de ces deux tribunes. Le terrain principal fait 107 × 70 m, et celui dédié aux entraînements 101 × 50 m.
Pour le match d'ouverture, Feyenoord souhaite inviter le Sparta Rotterdam mais la proposition est déclinée en raison du programme chargé de la Zilveren Bal. Un autre club de Rotterdam, le VOC, refuse également en raison de la saison de cricket. C'est finalement un club de Zutphen, Be Quick, qui est invité et prend part au match inaugural le 26 août 1917, Feyenoord s'incline 2 buts à 3.
Lorsque Feyenoord monte en Eerste Klasse pour la saison 1921-1922, des travaux d'extensions sont entrepris avant le début de saison. L'ancienne tribune assise est démontée et remplacée par une grande tribune couverte de 1 200 places comprenant un carré pour les officiels en son centre, une tribune en bois est installée le long de la ligne de touche opposée, créant une délimitation avec le terrain d'entraînement contigu, et une tribune est montée derrière le but qui n'en avait pas encore. Ces travaux montent la capacité du stade à 8 000 places. En parallèle de ces travaux, la ligne 13 du tramway est mise en service en 1921, son terminus est non loin du stade, à Groene Hilledijk, ce qui le rend plus accessible.
En 1927, Feyenoord prend le contrôle du stade en remplacement de la société de Barzilaij.
Le 6 janvier 1928, une tempête renverse la tribune debout de bois entre la ligne de touche et le terrain d'entraînement.
À l'occasion des 25 ans de Feyenoord, le 19 juillet 1933, une grande cérémonie est organisée dans le stade, à laquelle 400 joueurs prennent part, réalisant une chorégraphie sur le terrain devant une foule compacte.
Début mars 1935, la direction de Feyenoord apprend une semaine avant le match que le Klassieker qui doit bientôt arriver ne pourra pas se jouer à Het Kasteel, où Feyenoord a l'habitude de délocaliser ses matchs les plus importants. Le président du club, Leen van Zandvliet, demande à deux menuisiers de remplacer la tribune latérale debout, de 2 000 personnes, par une nouvelle tribune en bois pour 10 000 spectateurs, dans un délai d'une semaine. Le chantier, qui occupe 60 menuisiers, prend 55 heures de travail et la tribune est livrée à temps pour le match. Cette extension porte la capacité à 20 000 places.

### Fermeture

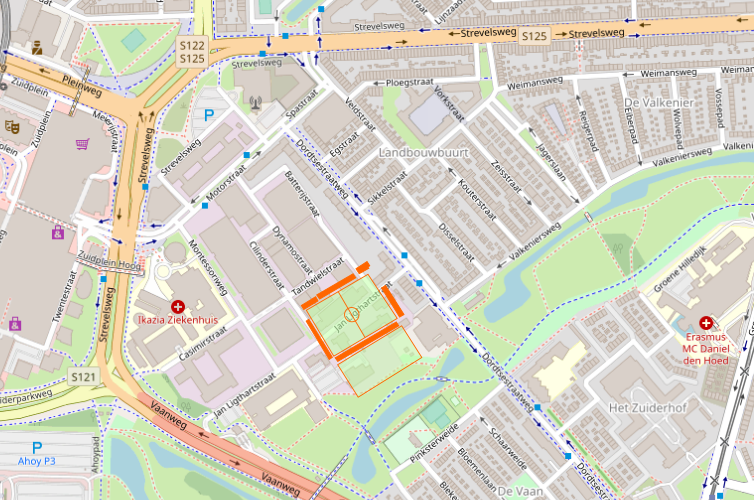
Localisation approximative du stade (orange) dans le Rotterdam d'aujourd'hui.

Le 27 mars 1937, le Stadion Feijenoord est inauguré, et à cette occasion un des athlètes du club relie le Kromme Zandweg au nouveau stade pour y apporter le drapeau du club. Kromme Zandweg continue à être utilisé par les équipes réserves et jeunes de Feyenoord, et exceptionnellement par l'équipe première en 1943-1944, jusqu'en 1949 où le club abandonne définitivement le stade et déménage à Varkenoord à côté de De Kuip.

### Destruction
Le stade est détruit au début des années 1950 car il se trouve non loin de l'emplacement d'un projet de grand parc pour le sud de Rotterdam, le Zuiderpark (nl). Puis plus tard la salle de concert Ahoy Rotterdam est construite à quelques encablures de l'emplacement originel du Kromme Zandweg.
En 2018, les maisons situées derrière la tribune jeunes sont détruites. Ces maisons dont les entrées se situaient sur la Dordtsestraatweg disposaient derrière de balcons vérandas qui donnaient sur le stade, ce qui fait que des supporters y prenaient parfois place pour assister gratuitement aux matchs,.

### Café De Spil
Un café situé non loin du stade a joué un rôle important dans l'histoire de Feyenoord, il s'agit du Café De Spil.
Les joueurs, à l'instar de Kees van Dijke ou Leen Vente, s'y rendent avant les matchs pour jouer au billard, fumer un cigare ou boire du cognac. C'est dans ce café que le club organise régulièrement des événements et célébrations jusque dans les années 1940, comme à l'occasion du titre de champion du district ouest en 1924 organisé conjointement avec le journal Voorwaarts. C'est aussi dans ce café qu'est fondé le 20 avril 1931 l'association des supporters de Feyenoord.
Le bâtiment qui accueillait le café existe encore et fait partie du Zuiderparkhotel.